# Dirty bertie wiki
Porque nadie edita en la wiki de dirty bertie, son muy inactivos ahí tienen que editar páginas en la wiki, rafstr por favor podes editar la página de suzy
Alice
Amanda Thribb
Angela Nicely
Angela Nicely: Cupcake Wars!
Angela Nicely: Puppy Love!
Angela Nicely: Queen Bee!
Angela Nicely: Starstruck!
Angela Nicely: Superstar!
Angela Nicely (book)
Angela Nicely (series)
Arthur
Bella
Bernie
Bertie's Brainwaves
Bertie's parents
Bob
Bonzo
Bruce
Claudia
Darren
Dirtie bertie slurps and burps
Dirty Bertie
Dirty Bertie: Aliens!
Dirty Bertie: Bees!
Dirty Bertie: Bogeys!
Dirty Bertie: Burp!
Dirty Bertie: Crackers!
Dirty Bertie: Dinosaur!
Dirty Bertie: Disco!
Dirty Bertie: Fame!
Dirty Bertie: Fangs!
Dirty Bertie: Fetch!
Dirty Bertie: Fleas!
Dirty Bertie: Germs!
Dirty Bertie: Horror!
Dirty Bertie: Jackpot!
Dirty Bertie: Kiss!
Dirty Bertie: Loo!
Dirty Bertie: Mascot!
Dirty Bertie: Monster!
Dirty Bertie: Mud!
Dirty Bertie: My Book Of Stuff
Dirty Bertie: My Joke Book
Dirty Bertie: Ouch!
Dirty Bertie: Pants
Dirty Bertie: Pants!
Dirty Bertie: Pirate!
Dirty Bertie: Pong!
Dirty Bertie: Poop!
Dirty Bertie: Rats!
Dirty Bertie: Scream!
Dirty Bertie: Smash!
Dirty Bertie: Snow!
Dirty Bertie: Spider!
Dirty Bertie: Splash!
Dirty Bertie: Toothy!
Dirty Bertie: Trouble!
Dirty Bertie: Wild!
Dirty Bertie: Worms!
Dirty Bertie: Yuck!
Dirty Bertie: Zombie!
Dirty Bertie (2003 picture book)
Dirty Bertie (book)
Dirty Bertie Wiki
Donna
Dora
Eileen and Myleen Payne
Eugene
Flora
Gran
Jenny
Julia
Keith and Kerry-Ann
Kevin
Know-it-all Nick
Kylie
Laura
Laura (adult)
Laura (child)
Lucy
Main Page
Maisie
Miss Beansprout
Miss Boot
Miss Bowser
Miss Crawl
Miss Darling
Miss Skinner
Molly
Molly Johnson
Monty
Morag
Mr Cage
Mr Clark
Mr Gerald Rich
Mr Grouch
Mr Monk
Mr Nicely
Mr Rich
Mr Weakly
Mrs Monk
Mrs Mould
Mrs Nicely
Nadia
Neil
Nick's parents
Nisha
Pamela
Pooh!, Is that you, Bertie? (2005 picture book)
Pooh! Is That You, Bertie?
Princess
Pudlsey Post
Pudsey
Pudsey Post
Pudsley Junior
Pusskins
Queen
Royston RIch
Royston Rich
Sherry
Simon
Smeeta
Sophie
Spike
Stan
Suki
Suzy
Sweeney Bob
The Mayor of Pudsey
Tiffany Charmers
Tiny
Trevor
Trixie
Uncle Ed
Val
Warren
Whiffer
William
Yasmin
Zoe Trotter
editen todas estas páginas en https://dirtybertie.fandom.com/wiki/
https://dirtybertie.fandom.com/wiki/Maisie entren ahí y hagan click en edit